# Michael Preiß
Michael Preiß (* 25. Dezember 1960) ist ein deutscher ehemaliger Fußballspieler. Von 1980 bis 1983 spielte er für die Betriebssportgemeinschaft BSG Wismut Aue in der DDR-Oberliga, der höchsten Liga im DDR-Fußball.

## Sportliche Laufbahn
Seine fußballerische Ausbildung erhielt Michael Preis bei der Sportgemeinschaft im erzgebirgischen Sosa. Mit dreizehn Jahren delegierte ihn die Sportgemeinschaft zum regionalen Fußballschwerpunkt, der BSG Wismut Aue. Dort spielte er weiter im Nachwuchsbereich, bis er mit 19 Jahren zu seinem ersten Oberligaeinsatz kam.
Das erste Oberligaspiel bestritt Michael Preiß am letzten Spieltag der Saison 1978/79, als er in der Begegnung Wismut Aue – Hallescher FC für 85 Minuten als Rechtsaußenstürmer eingesetzt wurde. Zur Saison 1980/81 wurde er offiziell in den Oberligakader aufgenommen und kam in dieser Spielzeit zu neun Oberligaeinsätzen. Dabei stand er jedoch nur zweimal in der Startelf. Auch in den beiden folgenden Spielzeiten gelang es Preiß nicht, sich einen Stammplatz zu erobern. Die meisten Oberligaeinsätze hatte er 1982/83 mit zwölf Spielen, wurde aber auch nur sechsmal in der Startelf aufgeboten. In der Partie des 6. Spieltages schoss er gegen Sachsenring Zwickau sein einziges Oberligator. Außerdem bestritt er auch zwei Spiele im DDR-Fußballpokal (2. Runde, Achtelfinale), die er aber auch nicht über die volle Spielzeit absolvierte. Anschließend wurde Michael Preiß aus dem Oberligakader gestrichen und spielte bis 1985 mit der 2. Mannschaft der BSG Wismut in der drittklassigen Bezirksliga. 1985 verhalf  er der Mannschaft zum Aufstieg in die DDR-Liga.
Zur Saison 1985/86 wechselte Preiß zum DDR-Ligisten Motor Nordhausen. Neben zwei Kurzzeiteinsätzen bestritt er nur noch ein Vollzeitspiel. Diese fanden zu Beginn der Saison statt. In der Rückrunde absolvierte Preiß gegen Ende der Saison in der DDR-Liga für die BSG Wismut Gera ein Vollzeit- und ein 45-Minutenspiel. Auch 1986/87 gehörte Michael Preiß wieder zum Kader der BSG Wismut Gera. Er kam in den 34 Ligaspielen aber nur zu weiteren vier Kurzeinsätzen.
Danach erschien Preiß nicht mehr im landesweiten Fußballspielbetrieb. Für ihn wurden innerhalb von sieben Spielzeiten 18 Oberligaspiele mit einem Torerfolg und neun Spiele in der DDR-Liga ohne Tore registriert.

## Trivia
Seit 1993 führt er erfolgreich und in dritter Generation den Landgasthof zum Schützenhaus in seinem Geburtsort Sosa.